# 天主教贵阳总教区
天主教貴陽總教區（拉丁語：Archidioecesis Coeiiamensis；中國官方稱為：貴州教區）是天主教在中國贵州省建立的一個總教區，屬於貴州教省。

## 概況
1946年4月11日，聖座在中國設立聖統制，貴陽宗座代牧區升格為貴陽總教區，屬於貴州教省。貴陽教省下屬安龍教區。贵州省內還有直屬聖座的石阡宗座監牧區。
1950年，貴陽總教區信徒人數為24,713人、30個堂區、77位司鐸和33位修士。教座位於贵州省貴陽市陝西路166號的聖若瑟主教座堂。現任總教區主教為蕭澤江。

## 歷史

### 初期拓展

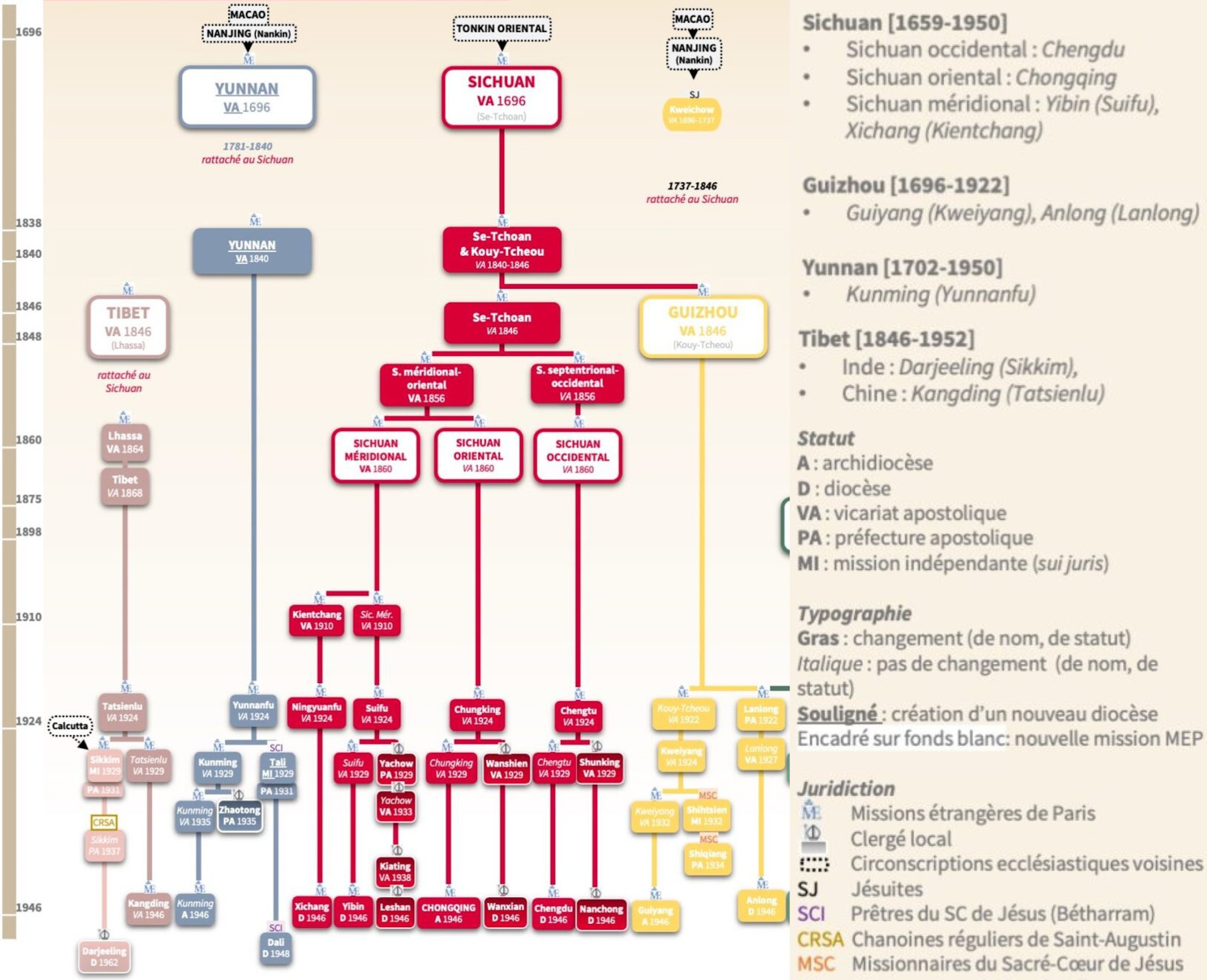
從四川代牧區分設出的三個宗座代牧區：西藏代牧區、雲南代牧區、貴州代牧區（即現在的貴陽總教區）。

1696年10月15日（清康熙35年），聖座從福建宗座代牧區劃出貴州省設立貴州宗座代牧區，由耶穌會會士都嘉祿主教出任首任宗座代牧。但是，都主教未有到任，而是三年後秘密派遣三位法國籍遣使會會士到貴州傳教。1708年（康熙47年），法國籍耶穌會會士劉聲聞繼任成為貴州宗座代牧，次年正式晉牧就任。但是，當時中國處於禁教時期，劉主教無法進入貴州。於是，便將貴州教務委託四川宗座代牧穆天尺主教兼管。1712年（康熙51年），穆主教曾秘密到貴州務川和思南傳教。
1715年，宗座代牧區被撤銷及併入四川宗座代牧區。此後40年間，先後有法國傳教士羅方濟神父和梅耶神父進入貴州東北一帶傳教。但是，在嘉慶年間，禁教更為嚴格，傳教士未能進入貴州。1844年（道光24年），傳教士再次進入貴州傳教。期間，吳國盛、張大鵬、劉文元、郝開枝、王炳樂倫、盧廷美業樂和王羅曼德等信徒先後被當地官員捕捉及處死。

### 宗座代牧區時期
1846年3月27日，聖座恢復貴州宗座代牧區，由巴黎外方傳教會會士負責管理。1849年，任命正在暹羅傳教的白斯德望主教成為首任貴州宗座代牧。1853年白斯德望因傷寒病逝，童文獻神父任宗座代牧區署理。童文獻在貴陽六沖關設立小修院，又在青岩鎮北姚家關成立聖伯多祿大修院。

#### 青岩教案
1860年，貴州提督田興恕和巡撫何冠英不願執行《北京條約》允許傳教的條款。1861年端午節，青岩大修院的守門人羅廷蔭及修士與“游百病”的人群發生口角，引發青岩教案。青岩團總趙蔚三（國澍）帶領團丁把張文瀾修士、陳昌呂修士及羅廷蔭捉到龍泉寺，並放火燒毀大修院。院長白伯多祿神父帶著部分修生逃走，法國代辦到總理衙門交涉。交涉期間，田興恕密令將3人及修院女廚王瑪爾大在青岩鎮謝家坡斬首。

#### 開州教案

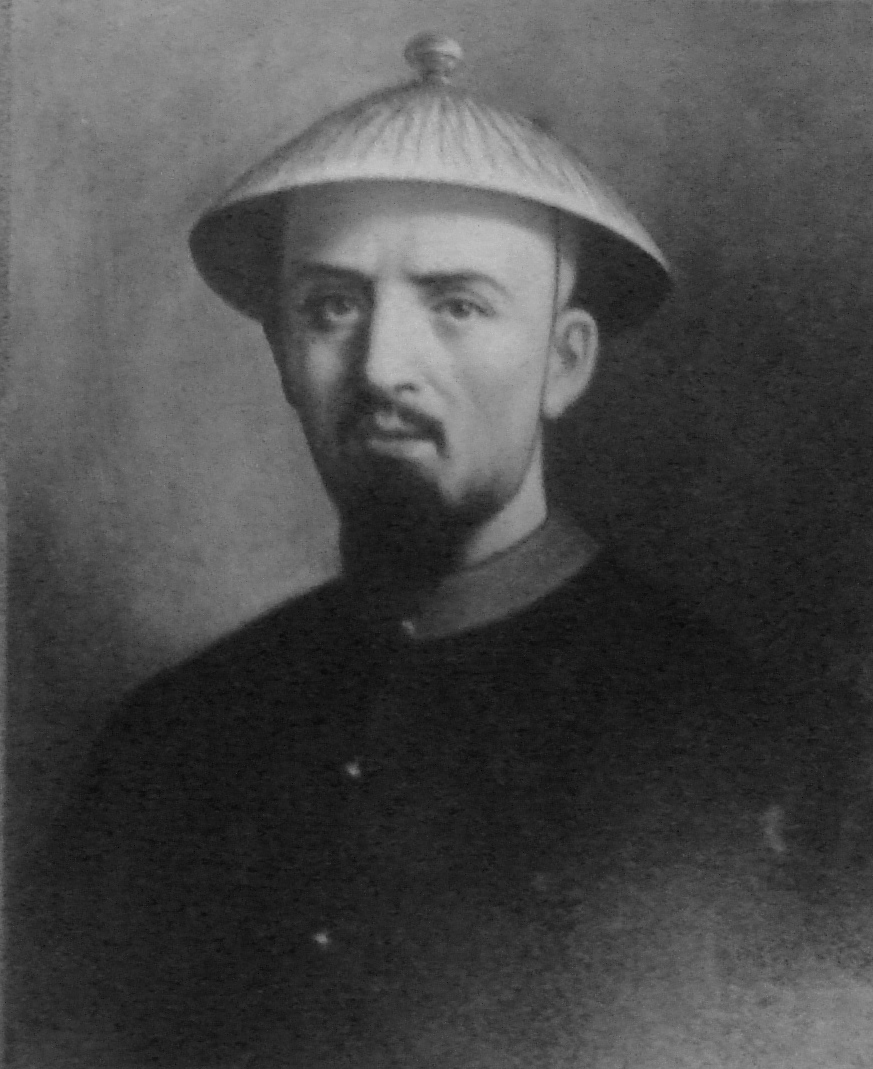
聖文乃神父

1862年2月13日（同治元年）元宵節，開州官員要求每戶捐搭龍燈和祭龍神。文乃爾神父拒絕信徒參與引發開州教案。田興恕以「破壞政令」罪名將文乃爾神父及4名信徒張天申、易貞美、吳學聖和陳顯恒處死。事後，清政府將田興恕革職及充軍流放新疆，並將田興恕在貴陽城內六洞橋住宅，賠償作為南天主堂，兩教案共賠白銀1,200兩。其後，清政府另撥土地修建青岩天主堂。這時貴陽已經擁有5座教堂，即北堂、南堂、聖斯德望堂、六冲关天主堂和青岩天主堂。

#### 代牧區後期發展
1922年，貴州省信徒徒增至36,000人。1922年2月16日，聖座從貴州宗座代牧區劃出貴州省西南部設立安龍宗座代牧區，繼續由巴黎外方傳教會會士負責管理。1924年12月3日，貴州宗座代牧區以教座所地更名為貴陽宗座代牧區，施恩主教繼續出任宗座代牧。1932年3月23日，聖座又從貴陽宗座代牧區劃出貴州省東北部設立石阡宗座監牧區，並交由耶穌聖心傳教會會士負責管理。

### 總教區成立
1946年4月11日（民國35年），聖座在中國設立聖統制，貴陽宗座代牧區升格為貴陽總教區，屬於貴州教省，藍士謙出任為貴陽總教區首任總主教。
1949年10月1日，中國共產黨在中國大陸地區建立中華人民共和國，並開始針對天主教進行宗教迫害及打壓，教會已經無法正常功能。1950年北韓入侵南韓爆發韓戰，次年中國爆發抗美援朝運動，鄧汲謙、周健鍾與範介萍等信徒發表《天主教貴陽教區三自革新宣言》。同年6月16日，藍士謙總主教在主教座堂被強迫移交權力給鄧汲謙，並向其下跪。其後，藍總主教被捕及與其他外籍傳教士先後被中國政府驅逐出境。同年6月24日，信徒擅自成立天主教貴陽教區三自革新協進會，並選出鄧汲謙為主任委員。
1958年6月6日，在中國官方組織中國天主教友愛國會推動下，未經時任教宗庇護十二世准許非法自選自聖陳原才為貴陽總教區正權主教。同月15日舉行祝聖典禮。陳原才逝世後，由副主教葉有實神父出任教區署理。1958年，教會受到反左運動衝擊，至1964年僅剩下10座聖堂。
1966年至1979年的文化大革命期間，所有宗教活動停止。1980年，總教區續步恢復宗教活動後，於1987年胡大國獲地下教會主教秘密晉牧成為貴陽總教區正權主教，後得到時任教宗若望保祿二世認可，但中國政府不承認。
1988年12月4日，在中國天主教愛國會制控制下選出王充一成為貴陽總教區正權主教，後獲得時任教宗若望保祿二世認可。1997年，地下教會主教胡大國調任石阡宗座監牧區宗座監牧。

### 擅自合併後
1999年12月6日，中國政府官方組織貴州省中國天主教愛國會擅自將貴陽總教區、安龍教區和石阡宗座監牧區合併及成立貴州教區，貴陽總教區正權主教王充一擔任貴州教區主教。同月17日，得到中國天主教主教團和中國天主教愛國會的批復同意。但是，聖座不承認有關變動，維持原有劃分。
2001年4月，貴州省政府把50年前充公的天主教聖心學校歸還給總教區。教會將校舍翻新後，易名為天主教利民學校，並於2002年9月1日重開。雖然學校是教會學校，但根據教育法，無法設立宗教科目。
2006年10月25日，貴州省神職人員及修女教友代表在貴陽北天主堂選出蕭澤江為貴州教區助理主教，後獲得教宗認可為貴陽總教區助理主教。2007年9月8日，在聖若瑟主教座堂由王充一主教主禮晉牧。

## 歷任主教

### 貴州宗座代牧
- 都嘉祿神父, S.J.（1696年10月20日-?）：意大利籍[5]
- 劉聲聞主教, S.J.（1709年2月2日-1737年11月11日）：法國籍[6]
- 宗座代牧撤銷，併入四川宗座代牧區
- 白斯德望主教, M.E.P.（1846年8月13日-1853年4月22日）：法國籍[7]
- 胡縛理主教, M.E.P.（1853年4月8日-1871年6月21日）：法國籍[8]
- 李萬美主教, M.E.P.（1871年12月22日-1893年4月24日）：法國籍[9]
  - 助理宗座代牧易德謙主教, M.E.P.（1884年10月1日-1893年4月24日）：法國籍
- 易德謙主教, M.E.P.（1893年4月24日-1913年10月21日）：法國籍[10]
  - 助理宗座代牧施恩主教, M.E.P.（1907年2月23日-1913年10月21日）：法國籍
- 施恩主教, M.E.P.（1913年10月21日-1924年12月3日）：法國籍[11]

### 貴陽宗座代牧
- 施恩主教, M.E.P.（1924年12月3日-1942年9月11日）：法國籍
  - 助理宗座代牧藍士謙主教, M.E.P.（1933年1月11日-1942年9月11日）：法國籍
- 藍士謙主教, M.E.P.（1942年9月11日-1946年4月11日）：法國籍[12]

### 貴陽總主教
- 藍士謙總主教, M.E.P.（1946年4月11日-1966年7月14日）：法國籍
  - 陳原才神父（1958年6月15日-1977年7月24日）：自選自聖，未狻聖座承認。[13]
- 教座從缺（1966年-1987年）
- 胡大國總主教（1987年-1997年）：秘密晉牧，中國政府未承認。[14][15]
- 王充一總主教（1988年12月4日-2014年9月8日）[16][17]
  - 助理主教蕭澤江（2007年9月8日-2014年9月8日）[18][19]
- 蕭澤江總主教（2014年9月8日-現任）[20][21]